# Bithia maculifacies
Bithia maculifacies är en tvåvingeart som beskrevs av Tschorsnig och Kara 2002. Bithia maculifacies ingår i släktet Bithia och familjen parasitflugor.
Artens utbredningsområde är Turkiet. Inga underarter finns listade i Catalogue of Life.